# Zweckverband Nahverkehr Amberg-Sulzbach

Logo des Zweckverbandes Nahverkehr Amberg-Sulzbach

Der Zweckverband Nahverkehr Amberg-Sulzbach (ZNAS) ist der regionale ÖPNV-Aufgabenträger in der Stadt Amberg sowie im Landkreis Amberg-Sulzbach. Der Zweckverband bestellt den öffentlichen Nahverkehr bei der Verkehrsgemeinschaft Amberg-Sulzbach (VAS), die die Koordination der Fahrpläne und die Einhaltung des Tarifs überwacht sowie als Ansprechpartner für die Kunden zur Verfügung steht.

## Weblink
- Website des Zweckverbandes Nahverkehr Amberg-Sulzbach